# Farbiger
Unter Farbigen versteht man nicht-weiße Menschen. Der Begriff entstammt rassistischen Ansichten und historischen Rassentheorien. Er wird heute als problematisch angesehen. Besondere Bedeutung hatte und hat er in allen kolonialen Systemen, besonders der Rassentrennung. Als Selbstbezeichnung war „farbig“ im Deutschen (anders als das englische „color“) nie verbreitet.
Zum einen bezeichnet der Ausdruck speziell Personengruppen mit erkennbar dunkler Hautfarbe, als Synonym für den Ausdruck Schwarze, diverse Gruppen Indiens oder Aborigines. In weiterem Sinne bezeichnet er Personen, die nicht hellhäutig („weiß“) sind, also alle Nichteuropäer (und deren Nachfahren weltweit), in noch weiterem Sinne auch Südeuropäer dunkleren Einschlags, womit der Begriff in den Kontext der Arier-Rassentheorie gerät. Dazu kommen dann Aspekte der „Mischlingsfrage“, sodass man auf Definitionen wie „eine braune oder schwarze Hautfarbe habend“ oder erweitert „eine braune, schwarze, rote oder gelbe Hautfarbe habend“ kam, wo sich neben der „schwarzen Rasse“ auch die „gelbe“ der „Asiaten“ und „rote“ der „Indianer“ findet, allesamt ebenfalls überkommene Konzepte des 18. und 19. Jahrhunderts.
Verwandte Ausdrücke:
- Person of colour (Plural: people of colour) heute im deutschsprachigen Raum im politischen Diskurs eine gängige Selbstbezeichnung[5][6][7]
- Colored in den USA, anfangs speziell Afroamerikaner und „Mischlinge“, auch „Indianer“ (Native Americans), später auch dunklere Latinos (Lateinamerikaner), worunter neben den dort „Mulatten“ genannten europäisch-afrikanischen auch die „Zambo“ genannten afrikanisch-indianischen „Mischlinge“ zählen
- Coloured, Kleurlinge, Cape Coloured, Bruinmense, Bruin Afrikaners im Südafrika speziell für Menschen mit indigenen oder anderen Vorfahren differenzierter ethnischer, familiärer Wurzeln (in Unterscheidung zu Blacks/Black Africans, Whites und Indians/Asians, siehe Demografie Südafrikas[8]).[9][10][11] In Südwestafrika/Namibia hatte sich durch Einwanderung aus der Kapprovinz und von Walvis Bay diese Gruppenbezeichnung verbreitet.[12]
- Sichtbare Minderheiten in Kanada als „Personen, die weder Ureinwohner noch von europider Abstammung oder weißer Hautfarbe sind“. Erwähnt unter anderem im Gesetz zur Gleichbehandlung am Arbeitsplatz (Employment Equity Act) von 1996.[13]